# Мадмаське сільське поселення
Мадма́ське сільське поселення (рос. Мадмасское сельское поселение) — муніципальне утворення у складі Усть-Вимського району Республіки Комі, Росія. Адміністративний центр — селище Мадмас.

## Населення
Населення — 700 осіб (2017, 793 у 2010, 1040 у 2002, 1585 у 1989).

## Склад
До складу поселення входять такі населені пункти:
| Населений пункт | Населення, осіб (1989) | Населення, осіб (2002) | Населення, осіб (2010) |
| --------------- | ---------------------- | ---------------------- | ---------------------- |
| Мадмас, селище  | 1532                   | 1036                   | 793                    |
| Протока, селище | 53                     | 4                      | -                      |